# Cophyla barbouri
Espèce
Synonymes
- Platypelis barbouri Noble, 1940
- Paracophyla tuberculata Millot & Guibé, 1951

Statut de conservation UICN

 LC  : Préoccupation mineure
Cophyla barbouri est une espèce d'amphibiens de la famille des Microhylidae.

## Répartition

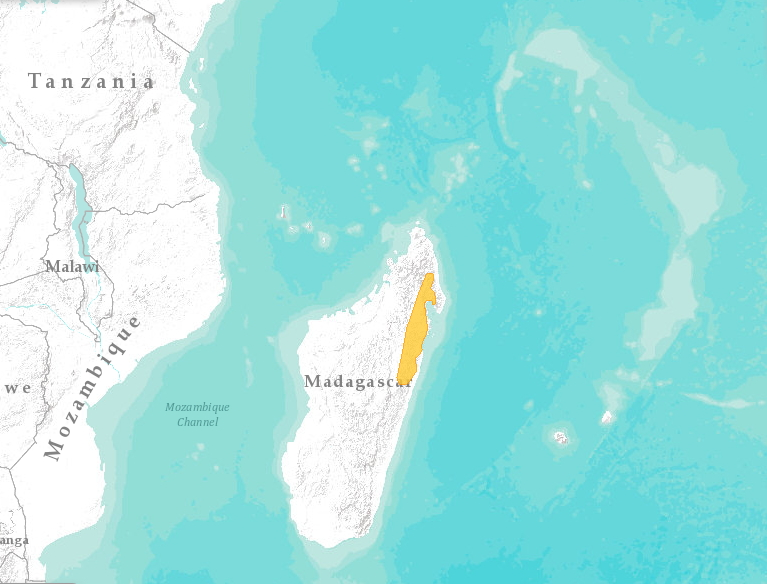
Distribution

Cette espèce est endémique de Madagascar. Son aire de répartition s'étend du Sud du mont Marojejy jusqu'à Andasibe. Elle est présente du niveau de la mer jusqu'à 1 100 m d'altitude,.

## Description
Cophyla barbouri mesure de 19 à 23 mm pour les mâles ; la taille des femelles n'est pas connue. Son dos est brun foncé avec des taches beiges ou orangé et parfois une ligne médiane beige. Ses pattes arrière sont rayées de brun foncé. Son ventre est blanchâtre avec des taches sombres. La peau de son dos est granuleuse. Les mâles ont un seul sac vocal.

## Taxinomie
L'espèce Paracophyla tuberculata a été placée en synonymie avec Cophyla barbouri par Blommers-Schlösser et Blanc en 1991.

## Étymologie
Cette espèce est nommée en l'honneur de Thomas Barbour.

## Publication originale
- Noble, 1940 : A new species of brevicipitid frog from Madagascar. Proceedings of the New England Zoölogical Club, vol. 18, p. 27-29.